# نخل گالی فلوریدا
نخل گالی فلوریدا (نام علمی: Leucothrinax morrisii) نام یک گونه از تیره نخل است.